# Carlos Alegría
Carlos Alegría y Torre-Alba (Masaya, 4 de noviembre de 1834-Masaya 25 de marzo de 1911) fue un militar nicaragüense que se destacó en la batalla de San Jacinto el 14 de septiembre de 1856 contra los filibusteros estadounidenses de William Walker, bajo el mando del coronel José Dolores Estrada Vado.

## Biografía
Nació en Masaya el 4 de noviembre de 1834 tuvo una educación a tal punto que no fue indiferente ante la presencia de los filibusteros de Walker y se enroló en el Ejército del Septentrión cuyo comandante general era el general Fernando Chamorro y Alfaro; con la División de Vanguardia y Operaciones del Ejército del Septentrión, dirigida por el coronel Estrada Vado llegó a la Hacienda San Jacinto el 29 de agosto de 1856. El 5 de septiembre fue el primer combate en San Jacinto, en la que un grupo de filibusteros atacó la hacienda en una escaramuza en la que fueron rechazados. Alegría era sargento. Fue gravemente herido pero aun así participó en la batalla del día 14, su heroísmo mereció el ascenso a capitán.
El 2 de septiembre de 1857 recibió el grado de teniente coronel por “atención de su honradez, aptitud, méritos y servicios prestados en la campaña contra los filibusteros, especialmente en la acción del 14 de septiembre en San Jacinto”. Firmaron su ascenso los generales Tomás Martínez y Máximo Jerez y el doctor Rosalío Cortez como Ministro de Guerra.

## Reconocimientos
Fue ayudante del general Fruto Chamorro Pérez, estuvo en varias batallas, entre ellas la de Santa Rosa, Costa Rica, el 20 de marzo de 1856; en Rivas. Se casó con doña Ana María Montenegro y tuvieron 10 hijos: Ana, Félix, Carlos Alberto, María Antonia, Emilio, Tomás, Miguel, Concepción, Arcadia y Frutos. Fue alcalde de Masaya. Por su iniciativa se estableció el primer Instituto.
Formó parte de la Falange Revolucionaria que apoyó la Unión Centroamericana. En 1884 conspiró a favor de este ideal, lo descubrieron y expulsaron del país. El general Justo Rufino Barrios, presidente de Guatemala, le confirió el grado de general de brigada. El presidente de El Salvador, el general Francisco Menéndez Valdivieso, le otorgó el grado de general de división, al igual que hizo el presidente de Honduras, el general Luis Bográn. En 1893 se levantó en armas contra el gobierno de Roberto Sacasa y Sarria y apoyó la revolución de julio de 1893 liderada por el general José Santos Zelaya.

## Muerte
Dedicó el resto de su vida a obras de progreso en Masaya y a la agricultura. Fallecido el 25 de marzo de 1911 a los 74 años de edad, fue sepultado en el cementerio de Masaya con honores de Ministro de Guerra.